# Bovera
Bovera ist eine katalanische Gemeinde in der Provinz Lleida im Nordosten Spaniens mit 247 Einwohnern (Stand: 2024). Sie ist Teil der Comarca Garrigues.

## Geographische Lage
Bovera liegt etwa 31 Kilometer südlich von Lleida in einer Höhe von 265 m. 

## Bevölkerungsentwicklung
| Jahr      | 1970 | 1981 | 1991 | 2001 | 2011 | 2021 |
| Einwohner | 625  | 528  | 433  | 393  | 332  | 261  |

## Sehenswürdigkeiten

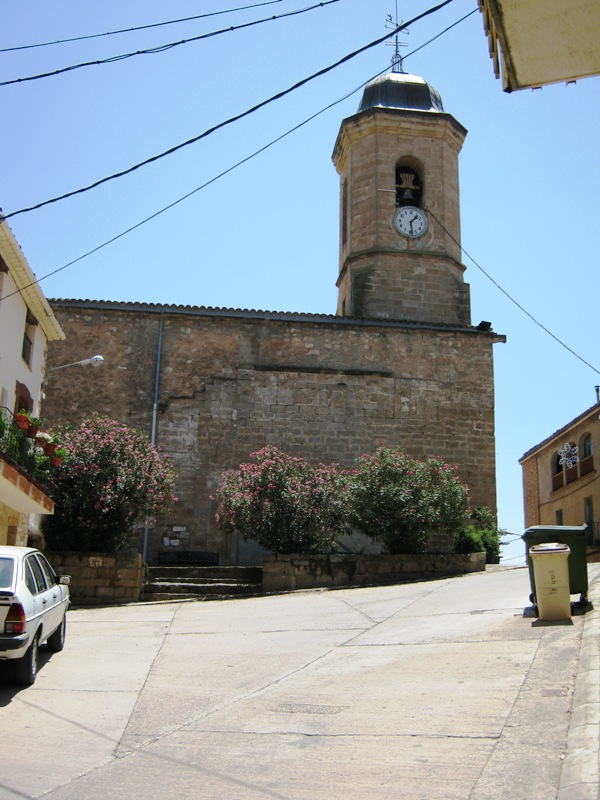
Josephuskirche

- Josephuskirche